# أيت

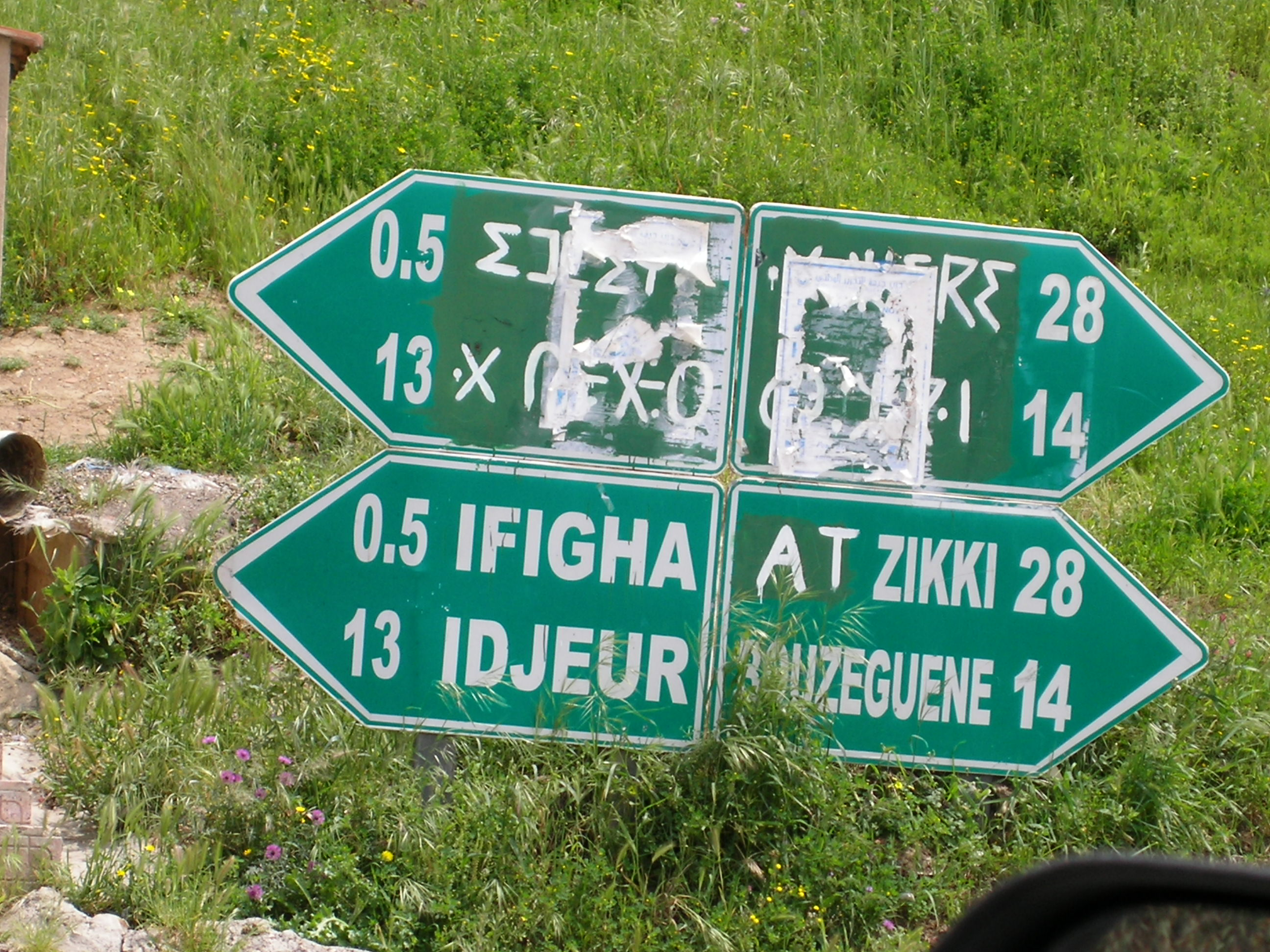
علامة طريق

«أَيْت» لفظ أمازيغي يعني «بنو»، مفرده «أُو» أو «أڨ/أڭ» بحسب اللغة أو اللهجة الأمازيغية وهي من الكلمات التي تُجْمَعُ على غير لفظها. يمكن ترجمتها أيضا بـ«أهل» و«آل» و«أولاد» و«ذوو». من حيث تركيبها، يُعتقَد أن اللفظ نشأ عن آخر قديم هو «أَوْت» المركب من «أَوْ» ويعني «ابن»، وقد تقدم ذكرُ مثلِه، ومن تاء (ت) تفيد الجمع وهي عريقة في اللغات الأمازيغية لكن مهجورة، على أن بعض آثارها معايَنةٌ في صرف الأفعال.

## أمثلة

### أشخاص
- يوسف أو قاسي، شاعر قبائلي؛
- محمد أُو الحسين، شيخ وشاعر ومتصوف قبائلي؛
- أحمد أو موسى، متصوف سوسي من زروالة؛
- عميروش أيت حمُّودة، الملقب بالعقيد عميروش، عقيد في جيش التحرير الوطني الجزائري؛
- حسين أيت أحمد، أحد قادة جبهة التحرير الوطني الجزائرية؛
- موسى أق أَمَسْتَان، آخر سلاطين الهَقَّار
- محمد أُو فَقِّير، جنرال ووزير داخلية ووزير دفاع مغربي وصاحب محاولة انقلاب فاشلة ضد ملك المغرب الحسن الثاني؛
- أحمد أو يحيى، رئيس الحكومة الجزائرية السابق؛
- بلال أق الشريف، الأمين العام للحركة الوطنية لتحرير أزواد.

### أماكن
- أيت مَلُّول، مدينة مغربية.

### استشهادات
1. ↑  سالم شاكر، مدخل «أيت» في الموسوعة البربرية. نسخة محفوظة 2022-06-30 على موقع واي باك مشين.